# Sibaqúil
Sibaqúil är en ort i Mexiko.   Den ligger i kommunen Chilón och delstaten Chiapas, i den sydöstra delen av landet, 800 km öster om huvudstaden Mexico City. Sibaqúil ligger 742 meter över havet och antalet invånare är 189.
Terrängen runt Sibaqúil är huvudsakligen kuperad, men västerut är den bergig. Runt Sibaqúil är det ganska tätbefolkat, med 54 invånare per kvadratkilometer. Närmaste större samhälle är Centro Chich, 3,0 km norr om Sibaqúil. I omgivningarna runt Sibaqúil växer i huvudsak städsegrön lövskog.